# Slaget vid Anzio
Slaget vid Anzio skedde under andra världskriget vid den italienska kuststaden Anzio mellan tyska styrkor å ena sidan och brittisk-amerikanska styrkor å andra sidan. Slaget inleddes av de allierade styrkorna med en landstigning 21 januari 1944 som gick under kodnamnet Operation Shingle. Den förespråkades intensivt av Storbritanniens premiärminister Winston Churchill som ansåg att de allierade därigenom snabbare skulle kunna besegra Nazityskland än genom Operation Overlord (invasionen av det ockuperade Frankrike). Operationen gick av stapeln trots att amerikanerna ställde sig tvekande till den och den fick därför inte tillräckligt med stöd för att lyckas. 
Landstigningen var tänkt att kringgå de tyska styrkornas befästa linjer i södra Italien, där de allierade samtidigt utkämpade slaget om Monte Cassino. Trots att landstigningen lyckades nedkämpa de få tyska försvararna och etablera ett brohuvud saknades det tillräckliga allierade styrkor för att kunna ta de närliggande Albanobergen. Detta ledde till att försvararna kunde etablera ett robust försvar med utmärkta observationsposter där tyskarna kunde dirigera artilleri- och flyganfall mot brohuvudet. 
Efter att tyskarna lyckats binda de allierade vid brohuvudet beordrade Hitler en motoffensiv som skulle slänga tillbaka dem i havet (kodnamn Fischfang). Den misslyckades dock med detta eftersom de allierade hade övertag i artilleri- och flygunderstöd samt att de hade artilleristöd av örlogsfartyg som låg utanför kusten. (Försök att sänka fartygen med hjälp av Negerminiubåtar misslyckades helt.)
Fischfang följdes av en period av ställningskrig då de allierade byggde upp sina styrkor för att bryta sig ut ur brohuvudet. Den allierade planen var att samtidigt som man bräckte linjen vid Monte Cassino inringa de tyska arméerna genom att genskjuta dem från Anzio. Utbrytningsförsöket fick kodnamnet Diadem och lyckades men den befälhavaren för de amerikanska styrkorna i brohuvudet, Mark Clark, bestämde sig för att avvika från planen och vek istället av mot Italiens huvudstad, Rom. Detta ledd till att huvuddelen av de tyska styrkorna undkom inringningen, men Clark kunde marschera in i Rom 5 juni 1944 utan att möta större motstånd eftersom tyskarna evakuerade staden utan strid. (Nyheten om Roms fall överskuggades av landstigningen i Normandie dagen efter.)